# Samsung Galaxy A5
Das Samsung Galaxy A5 ist eine Smartphone-Reihe des Herstellers Samsung im mittleren Preissegment.
Mit der Werbekampagne unter dem Motto „A ist das neue mini“ bestätigte Samsung, dass die Galaxy-A-Serie der Nachfolger der Galaxy-S-mini-Serie ist.
Das Galaxy A5 soll im Jahr 2018 durch das Galaxy A8+ abgelöst werden, das allerdings nicht für den deutschen Markt vorgesehen ist.
Als Nachfolger für das Galaxy A5 dienen das A50 und das A70, die im April 2019 vorgestellt wurden. Beide Modelle sind auch auf dem deutschen Markt erhältlich.

## Galaxy A5 (2015)
Die erste Generation des Galaxy A5 wurde im Dezember 2014 zusammen mit dem Samsung Galaxy A3 (2015) vorgestellt. Seit dem 13. Januar 2015 sind sie in großen Teilen Europas erhältlich. Die Gerätebezeichnung dieser Generation lautet SM-A500FU.

### Design
Das Galaxy A5 (2015) ist das erste Smartphone von Samsung, dessen Gehäuse vollständig aus Metall besteht. Die Kanten sind abgeschrägt und besitzen einen spiegelnden Effekt. Auf der Vorderseite sind unterhalb der 5 Zoll großen Super-AMOLED-Anzeige ein physikalischer Homebutton, sowie ein Zurück- und ein Multitasking-Knopf, so genannte „Soft Buttons“. Die Rückseite ist schlicht gehalten. Auf ihr sind lediglich der Lautsprecher, die Kamera inklusive Blitzlicht, ein Samsung-Logo und die Typenbezeichnung angebracht.

### Software
Das Betriebssystem des Galaxy A5 (2015) ist Android 4.4.4 (KitKat).

## Galaxy A5 (2016)
Die zweite Generation des Galaxy A5 wurde am 2. Dezember 2015 zusammen mit dem Samsung Galaxy A3 (2016) und dem Samsung Galaxy A7 (2016) vorgestellt. Die Gerätebezeichnung dieser Generation lautet SM-A510FZKAATO.

### Design
Das Design des Galaxy A5 der zweiten Generation wurde im Vergleich zum Vorgänger überarbeitet. Die Rückseite besteht fortan aus Glas. Die Lautsprecher wurden an die untere Seite verlagert. An deren bisherige Stelle rechts neben der Kamera rückt nun das Blitzlicht. Die Maße des A5 (2016) stiegen im Vergleich zu denen des A5 generell an.

### Software
Das Samsung Galaxy A5 (2016) wurde mit dem Betriebssystem Android 5.1 Lollipop ausgeliefert. 2016 wurde das Update auf Android 6.0 Marshmallow verteilt. Seit Mai 2017 steht Android 7.0 Nougat zur Installation bereit. Wie üblich für Samsung Smartphones dieser Zeit wurde auch dieses Modell mit der Hauseigenen TouchWiz Benutzeroberfläche ausgeliefert.
Zudem gibt es herstellerunabhängige Custom-ROMs für dieses Gerät, z. B. LineageOS, wodurch wahlweise Android 9 oder 10 installiert werden können.

## Galaxy A5 (2017)

### Neuerungen
Der Arbeitsspeicher stieg im Vergleich zum A5 (2016) von 2 GB auf 3 GB. Die Kapazität des internen Speichers wurde auf 32 GB verdoppelt, außerdem wurde die Auflösung der Frontkamera von 5 auf 16 MP erhöht. Zudem ist das Galaxy A5 (2017) gemäß IP68 begrenzt staub- und spritzwassergeschützt.
Die Gerätebezeichnung dieser Generation lautet SM-A520FZBAATO. Daneben gibt es auch eine Dual-SIM-Variante mit der Bezeichnung SM-A520F/DS, bei der es möglich ist, bis zu zwei nanoSIM- und eine microSD-Karte einzusetzen.

### Software
Das Betriebssystem des Samsung Galaxy A5 (2017) ist Android 6.0 Marshmallow. Updates auf Android 7.0 Nougat und 8.0 Oreo sind verfügbar. Alternativ kann das Gerät auf neuere Versionen bis zu Android 14 gehoben werden, beispielsweise durch die Custom-ROMs LineageOS oder /e/OS (R Release).

## Versionen
|  |

| Modell               | Galaxy A5 (2015)         | Galaxy A5 (2016)                                              | Galaxy A5 (2017)                             |
| -------------------- | ------------------------ | ------------------------------------------------------------- | -------------------------------------------- |
| Anzeige              | 5 Zoll, 1280 × 720px     | 5,2 Zoll, 1920 × 1080px                                       | 5,2 Zoll, 1920 × 1080px                      |
| Digitalkamera        | 13 MP                    | 13 MP                                                         | 16 MP; f/1.9; Autofokus; 1080p Videoaufnahme |
| Frontkamera          | 5 MP                     | 5 MP                                                          | 16 MP; f/1,9; 1080p Videoaufnahme            |
| SoC-Typ              | Qualcomm Snapdragon 410  | Samsung Exynos 7580 Octa, Qualcomm Snapdragon 615 (nur China) | Samsung Exynos 7880 Octa                     |
| Prozessor            | 4 × 1,2 GHz (Cortex-A53) | 8 × 1,6 GHz (Cortex-A53)                                      | 8 × 1,9 GHz (Cortex-A53)                     |
| Arbeitsspeicher      | 2 GB                     | 2 GB                                                          | 3 GB                                         |
| Interner Speicher    | 16 GB                    | 16 GB                                                         | 32 GB                                        |
| Speicherkarte        | microSD (max. 64 GB)     | microSD (max. 128 GB)                                         | microSD (max. 256 GB)                        |
| WLAN                 | IEEE 802.11 a/b/g/n      | IEEE 802.11 a/b/g/n                                           | IEEE 802.11 a/b/g/n/ac                       |
| Akkumulator          | 2300 mAh; Lithium-Ionen  | 2900 mAh; Lithium-Ionen                                       | 3000 mAh; Lithium-Ionen                      |
| Gewicht              | 123 g                    | 155 g                                                         | 159 g                                        |
| Maße                 | 139,3 × 69,7 × 6,7 mm    | 144,8 × 71,0 × 7,3 mm                                         | 146,1 × 71,4 × 7,9 mm                        |
| Fingerabdruckscanner | nein                     | ja                                                            | ja                                           |
| IP-Zertifizierung    | keine                    | keine                                                         | IP 68                                        |